# Juan Barazi

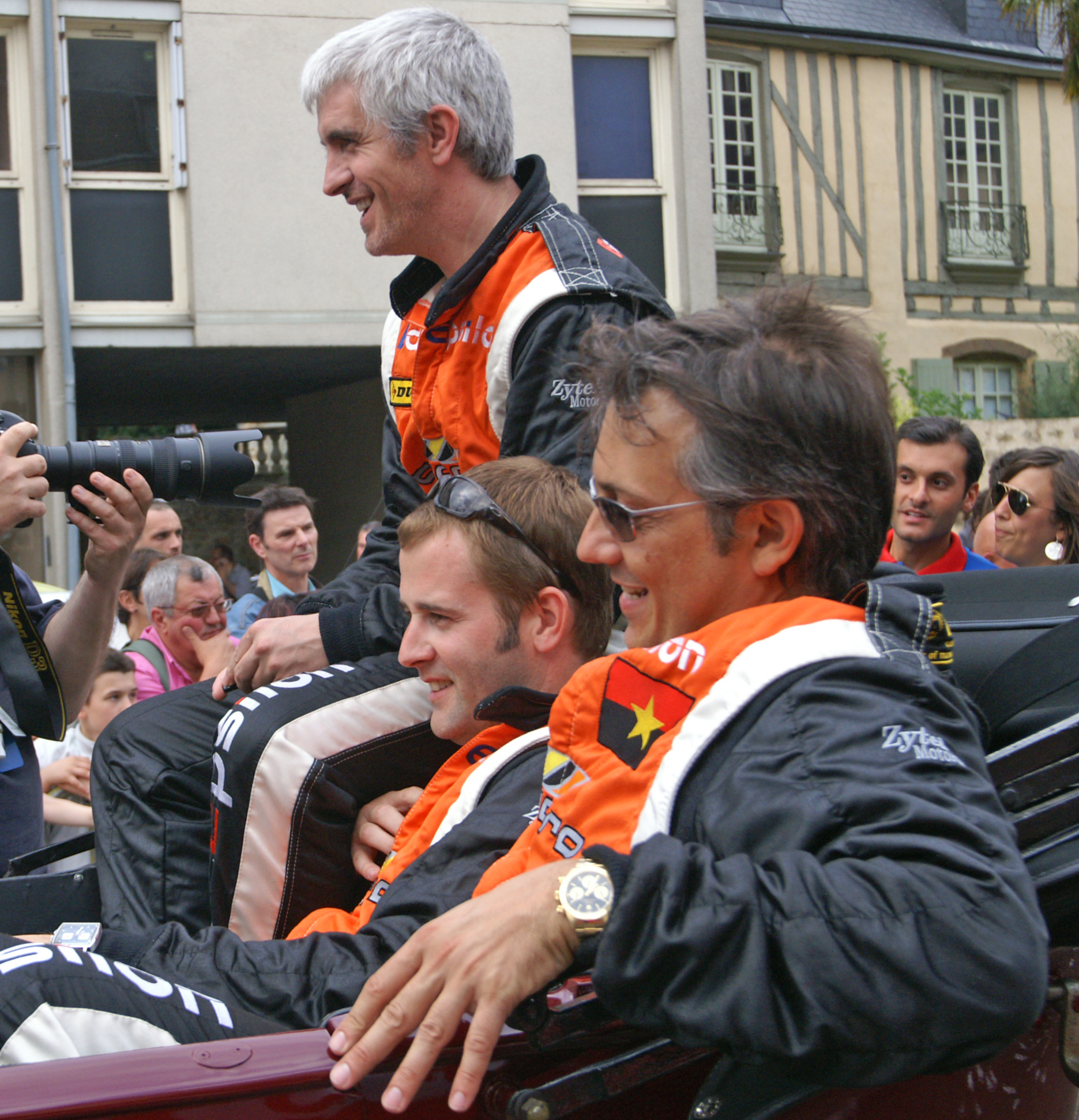
Juan Barazi (links) 2009 in Le Mans

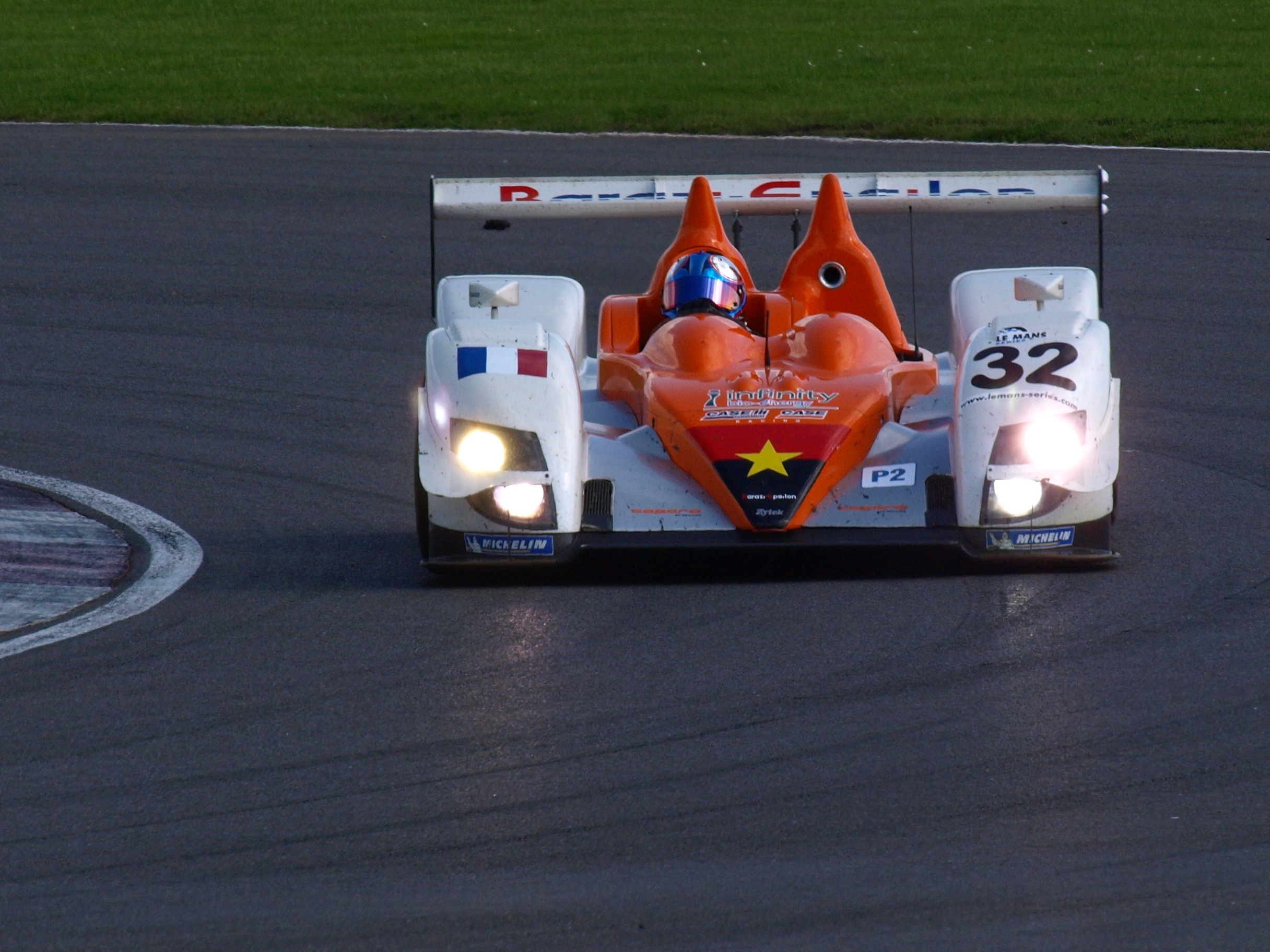
Der Zytek 07S/2 von Juan Barazi, Michael Vergers und Fernando Rees beim 1000-km-Rennen von Silverstone 2008

Juan Barazi (*  22. Januar 1968 in Kopenhagen) ist ein dänischer Jurist, Unternehmer, Rennstallbesitzer und ehemaliger Autorennfahrer.

## Familie, Ausbildung und Unternehmertum
Juan Barazi entstammt einer weit verzweigten kurdisch-syrischen Familie. Einer seiner Verwandten war Muhsin al-Barazi, in den 1940er-Jahren Ministerpräsident der Syrischen Republik. Al-Barazi wurde 1949 nach einem misslungenen Staatsstreich hingerichtet. Juan Barazi studierte mit Abschlüssen Rechtswissenschaft in der Schweiz und arbeitete als Investor im afrikanischen Minengeschäft. Er lebt in der angolanischen Hauptstadt Luanda.

## Karriere als Rennfahrer
Nach Anfängen im Kartsport begann Barazi seine Monopostokarriere in der britischen Formel-Ford-Meisterschaft, die er 1999 als Gesamtzweiter beendete. Bekannt wurde Barazi allerdings als GT- und Sportwagenpilot. 2005 bestritt er seine erste komplette Saison in der European Le Mans Series und gab sein Debüt beim 12-Stunden-Rennen von Sebring und beim 24-Stunden-Rennen von Le Mans. Seinen ersten großen Erfolg feierte er 2006, als er gemeinsam mit Michael Vergers und Jean-Philippe Belloc im Courage C65 hinter Emmanuel Collard und Jean-Christophe Boullion im Pescarolo C60 Gesamtzweiter beim 1000-km-Rennen von Istanbul wurde. Ende des Jahres gewann er mit Partner Vergers die LMP2-Gesamtwertung der Le Mans Series.
2007 beendete er die LMP2-Gesamtwertung dieser Rennserie als Dritter. Barazi war in seiner Karriere sechsmal in Le Mans am Start. Zum letzten Mal trat er 2010 zu dem 24-Stunden-Rennen in Westfrankreich an. Gemeinsam mit Darren Turner und Sam Hancock fuhr er einen Lola-Aston Martin LMP1. In der letzten Rennstunde fiel der Wagen, an der vierten Stelle der Gesamtwertung liegend, mit Motorschaden aus. Am Ende des Jahres beendete er seine Karriere als Fahrer.

## Barazi-Epsilon
2000 gründete Barazi ein eigenes Rennteam, aus dem 2005 Barazi-Epsilon wurde. Michel Lecomte hatte Epsilon Euskadi verlassen und kam in diesem Jahr als Partner zu Barazi. Das Team war bis 2010 in unterschiedlichen Rennserien wie der European Le Mans Series, der britischen Formel-3-Meisterschaft und der Superleague Formula aktiv.

## Automobilsammlung
Juan Barazi besitzt einige historische Rennfahrzeuge. Zur Sammlung gehören ein Aston Martin DB3S, ein Aston Martin DB4 GT Zagato, ein Ferrari 250LM, ein Porsche 917 und ein Jaguar E-Type Lightweight.

## Statistik

### Le-Mans-Ergebnisse
| Jahr | Team                | Fahrzeug               | Teamkollege     | Teamkollege     | Platzierung | Ausfallgrund |
| ---- | ------------------- | ---------------------- | --------------- | --------------- | ----------- | ------------ |
| 2005 | Intersport Racing   | Courage C65            | Bastien Brière  | Sergei Zlobin   | Ausfall     | Aufhängung   |
| 2006 | Barazi-Epsilon      | Courage C65            | Michael Vergers | Neil Cunningham | Rang 21     |              |
| 2007 | Barazi-Epsilon      | Zytek 07S/2            | Michael Vergers | Karim Ojjeh     | Ausfall     | Unfall       |
| 2008 | Barazi-Epsilon      | Zytek 07S/2            | Michael Vergers | Stuart Moseley  | Rang 29     |              |
| 2009 | Barazi-Epsilon      | Zytek 07S/2            | Phil Bennett    | Stuart Moseley  | Rang 28     |              |
| 2010 | Aston Martin Racing | Lola-Aston Martin LMP1 | Darren Turner   | Sam Hancock     | Ausfall     | Motorschaden |

### Sebring-Ergebnisse
| Jahr | Team           | Fahrzeug            | Teamkolleg      | Teamkollege            | Platzierung | Ausfallgrund |
| ---- | -------------- | ------------------- | --------------- | ---------------------- | ----------- | ------------ |
| 2005 | IN2 Racing     | Porsche 996 GT3-RSR | Michael Vergers | Andrew Thompson        | Rang 16     |              |
| 2006 | Barazi Epsilon | Courage C65         | Michael Vergers | Elton Julian           | Rang 15     |              |
| 2008 | Barazi Epsilon | Zytek 07S           | Michael Vergers | Jean-Christophe Ravier | Ausfall     | Unfall       |